# 조해리
조해리(趙海利, 1986년 7월 29일 ~ )는 대한민국의 전 쇼트트랙 선수이고, 현재는 SBS의 해설가이다.

## 선수로서의 활약
목일중학교 재학 시절 주니어 국가대표로 뽑혀 2001년 세계 주니어 쇼트트랙 선수권 대회 1000m에서 금메달을 땄으나, 이듬해 개최된 솔트레이크시티 동계 올림픽에는 나이 제한(만 15세, 7월 1일 이전 출생)에 걸려 참가하지 못하고 생일이 2달 빠른 동창 고기현이 금메달을 따는 모습을 지켜봐야만 했다. 2006년 동계 올림픽 때에는 여자 쇼트트랙 국가대표 선발이 유력했으나 대표 선발 직전 발등에 금이 가는 부상을 당해 또 다시 참가에 실패했다.
2006년 동계 올림픽 참가에 실패한 후 2009년 고양시청에 입단했으며, 모지수 감독이 다잡아 주어 재기에 성공했다. 2009년 4월 국가대표 선발전 1000m·1500m에서 우승하며 2010년 동계 올림픽 국가대표로 선발되었다. 500m 종목에서는 준준결승에서 탈락했고, 1500m 종목에서는 5위에 올랐다. 3000m 계주에서는 1위로 들어오고도 석연치 않은 판정으로 실격을 당해 중국이 금메달을 가져가는 바람에 처음 출전한 올림픽에서 불운에 그쳤다. 2013년 4월 소치 올림픽 출전권을 획득하였고 2013년 9월 상하이, 10월 서울 월드컵에서 3000m 계주 박승희, 김아랑, 심석희와 함께 금메달을 목에 걸었다.

### 2014년 동계 올림픽
2014년 동계 올림픽에 출전한 조해리는 500m에서 무릎 부상을 당한 박승희를 대신하여 1500m에도 참가했지만 실격 당해 결승에는 오르지 못했다. 2014년 2월 10일 3000m 계주 예선에 출전하여 조 1위로 결승에 진출하였고, 2월 18일에 열린 계주 결승전에서는 중국을 밀어내고 마침내 긴 세월 꿈에 그리던 올림픽 금메달을 얻었다. 박승희, 공상정, 김아랑, 심석희와 함께 이룬 우승이었고 2010년 밴쿠버에서 실격당한 아쉬움을 털어 냈다. 올림픽이 끝난 후 몬트리올에서 열린 2014 세계선수권을 마지막으로 국가대표팀 은퇴를 선언하고 태극마크를 내려놓았다.
2016년 4월 3일 현역 은퇴를 선언하였다.

## 그 후
2018년에 SBS의 평창 동계 올림픽 쇼트트랙 해설위원으로 발탁돼 능숙하면서도 정확한 해설로 시청자들로부터 인기를 얻었다.

## 학력
- 서울신용산초등학교 졸업
- 목일중학교 졸업
- 세화여자고등학교 졸업
- 고려대학교 체육교육과 학사

## 경력

### 홍보 대사
- 2014년 날마다좋은날 행복바라미 홍보대사[7]

### 화보
- 《마리끌레르》 2014년 4월호 화보 모델[8]
- 《보그 코리아》 2014년 4월호 화보 모델[9][10]

## 같이 보기
- 심석희
- 박승희
- 김아랑
- 공상정